# Tata Tigor
Tata Tigor — индийский компактный легковой автомобиль-седан производства Tata Motors. Пришёл на смену автомобилю Tata Zest.

## История
Автомобиль Tata Tigor впервые был представлен на выставке Auto Expo в 2016 году. Серийное производство стартовало в марте 2017 года, параллельно с Tata Tiago. Tigor был призван заменить модели Tata Bolt (рестайлинг Tata Indica Vista) и Tata Zest (рестайлинг Tata Indigo Manza).
В отличие от Tata Zest, ширина Tata Tigor короче на 29 мм, максимальная скорость меньше на 2 мм, длина короче на 3 мм. Недостатки Tata Zest — малый объём багажника (370 л) и ограниченное освещение. У Tata Tigor наоборот, объём багажника составляет 419 литров, задние фонари были уменьшены в размерах.
Автомобиль Tata Tigor производится на платформе Tata X1, на которой также производились автомобили Tata Indica и Tata Bolt. В отличие от Tata Tiago, колёсная база расширена на 5 см. Впереди установлена подвеска Макферсон, тормоза — барабанные.
За всю историю производства на автомобиль Tata Tigor ставят 3-цилиндровый бензиновый двигатель внутреннего сгорания Revotron мощностью 85 л. с. и крутящим моментом 140 Н*м. В октябре 2018 года модель Tata Tigor получила фейслифтинг. В тот же период стартовало производство спортивного автомобиля Tigor JTP с двигателем внутреннего сгорания Revotorq объёмом 1,2 литра, мощностью 112 л. с. и крутящим моментом 150 Н*м. Разгон от 0 до 100 км/ч занимает 10 секунд.
С октября 2019 года производится также электромобиль Tata Tigor EV. В 2020 году был проведён краш-тест. 31 августа 2021 года название электромобиля сменилось на XPRES-T. Модификации  — XE, XM и XZ+. 